# Щербо, Владимир Анатольевич
Влади́мир Анато́льевич Ще́рбо (бел. Уладзімір Анатолевіч Шчэрба, род. 1 апреля 1986, Минск) — белорусский футболист, защитник долбизновской «Нивы».

## Карьера
Воспитанник школы минского «Динамо», в его молодёжном составе играл с 2003 по 2005 годы, затем перешёл в «Динамо» из Бреста, дебютировал в его составе в 2007 году, провёл 79 игр в рамках чемпионата Белоруссии. С 2010 года — в составе российского «Газовика» из Оренбурга. Сезон 2012 провёл в могилёвском «Днепре».
В феврале 2013 года перешёл в брестское «Динамо». Смог закрепиться в основе, стал выступать на позиции правого защитника (иногда левого). Сезон 2014 начал в качестве правого защитника команды. В мачте 3-го тура против «Белшины» (0:7) на 28-й минуте получил красную карточку из-за столкновения с Ярославом Богуновым. Позднее было принято решение о его трёхматчевой дисквалификации. После возвращения играл на правом и левом флангах защиты, а также в полузащите. В феврале 2015 года продлил контракт с «Динамо». В сезоне 2015 переквалифицировался во флангового полузащитника. По окончании сезона покинул Брест.
С начала 2016 года в составе «Торпедо-БелАЗ». В составе автозаводцев стал основным правым защитником. В январе 2017 года продлил соглашение с клубом. В первой половине сезона 2017 редко появлялся на поле, позднее стал чаще привлекаться в основную команду. В ноябре подписал новый однолетний контракт. В 2018 и первой половине 2019 годов преимущественно появлялся в стартовом составе команды, вторую половину сезона 2019 пропустил из-за травмы. В 2020 году стал чаще оставаться на скамейке запасных. В январе 2021 года по окончании контракта покинул «Торпедо-БелАЗ».
В феврале 2021 года перешёл в брестское «Динамо». Начинал сезон 2021 в стартовом составе команды, с июля стал чаще оставаться на скамейке запасных. В феврале 2022 года продлил соглашение с динамовцами. В январе 2023 года футболист продлил контракт с клубом ещё на сезон. В декабре 2023 года футболист покинул брестский клуб.
В январе 2024 года футболист присоединился к долбизновской «Ниве».